# Efes Pilsen Spor Kulübü 2010-2011
Questa voce raccoglie le informazioni riguardanti l'Efes Pilsen Spor Kulübü nelle competizioni ufficiali della stagione 2010-2011.

## Stagione
La stagione 2010-2011 dell'Efes Pilsen Spor Kulübü è la 33ª nel massimo campionato turco di pallacanestro, la Türkiye 1. Basketbol Ligi.

## Roster
Aggiornato al 21 marzo 2021.
| Efes Pilsen 2010-11 | Efes Pilsen 2010-11 |
| Giocatori           | Staff tecnico       |
| ------------------- | ------------------- |

| N. | Naz.                                        | Ruolo | Nome               | Anno | Alt.   | Peso   |  |
| -- | ------------------------------------------- | ----- | ------------------ | ---- | ------ | ------ |  |
| 4  | Stati Uniti (bandiera)                      | P     | Andrew Wisniewski  | 1981 | 192 cm | 82 kg  |  |
| 7  | Turchia (bandiera)                          | AP    | Cenk Akyol         | 1987 | 198 cm | 88 kg  |  |
| 8  | Serbia (bandiera)                           | G     | Igor Rakočević     | 1978 | 191 cm | 83 kg  |  |
| 9  | Stati Uniti (bandiera)                      | AG    | Lawrence Roberts   | 1982 | 206 cm | 109 kg |  |
| 10 | Turchia (bandiera)                          | PG    | Kerem Tunçeri      | 1979 | 190 cm | 85 kg  |  |
| 11 | Stati Uniti (bandiera)                      | G     | Bootsy Thornton    | 1977 | 193 cm | 88 kg  |  |
| 12 | Turchia (bandiera)                          | AG    | Kerem Gönlüm (C)   | 1977 | 208 cm | 102 kg |  |
| 13 | Turchia (bandiera)                          | P     | Ender Arslan       | 1983 | 190 cm | 82 kg  |  |
| 15 | Turchia (bandiera)                          | AG    | Burak Yacan Yüksel | 1992 | 203 cm | 100 kg |  |
| 17 | Serbia (bandiera)                           | C     | Miroslav Raduljica | 1988 | 213 cm | 110 kg |  |
| 18 | Croazia (bandiera)                          | C     | Nikola Vujčić      | 1978 | 211 cm | 108 kg |  |
| 21 | Slovenia (bandiera)                         | AP    | Boštjan Nachbar    | 1980 | 205 cm | 103 kg |  |
| 22 | Stati Uniti (bandiera)                      | PG    | Ronald Murray      | 1979 | 193 cm | 89 kg  |  |
| 32 | Turchia (bandiera)                          | G     | Sinan Güler        | 1983 | 192 cm | 95 kg  |  |
| 35 | Stati Uniti (bandiera) · Turchia (bandiera) | AG    | Erwin Dudley       | 1981 | 204 cm | 111 kg |  |
| 44 | Turchia (bandiera)                          | AC    | Ali Işık           | 1990 | 208 cm | 105 kg |  |

| Allenatore |
| - Velimir Perasović (fino al 20 marzo 2011) - Ufuk Sarıca (dal 20 marzo 2011)                                   |
| Assistente/i |
| - Tomislav Mijatović - Ufuk Sarıca (fino al 20 marzo 2011) Legenda - (C) Capitano - (IN) Inattivo - Infortunato |

## Mercato

### Sessione estiva
| Acquisti | Acquisti           | Acquisti          | Acquisti      | Acquisti |
| R.a      | Nome               | da                | Modalità      |          |
| -------- | ------------------ | ----------------- | ------------- | -------- |
| AG       | Lawrence Roberts   | Partizan          | definitivo    |          |
| C        | Miroslav Raduljica | FMP Železnik      | definitivo    |          |
| AP       | Cenk Akyol         | Scandone Avellino | definitivo    |          |
| P        | Andrew Wisniewski  | Maccabi Tel Aviv  | definitivo    |          |
| AG       | Erwin Dudley       | Türk Telekom      | definitivo    |          |
| AG       | Barış Hersek       | Bandırma Banvit   | fine prestito |          |

| Cessioni | Cessioni         | Cessioni        | Cessioni       | Cessioni |
| R.       | Nome             | a               | Modalità       |          |
| -------- | ---------------- | --------------- | -------------- | -------- |
| P        | Bojan Popović    | Partizan        | fine contratto |          |
| C        | Mario Kasun      | KK Zagabria     | fine contratto |          |
| AP       | Preston Shumpert | Galatasaray     | fine contratto |          |
| G        | Charles Smith    | Virtus Roma     | fine contratto |          |
| C        | Daniel Santiago  | Cap. de Arecibo | fine contratto |          |
| AC       | Ermal Kuqo       | Galatasaray     | fine contratto |          |
| C        | Kaya Peker       | Fenerbahçe      | fine contratto |          |
| AG       | Barış Hersek     | Antalya BŞB     | prestito       |          |
| C        | Duşan Çantekin   | Mersin BŞB      | prestito       |          |

### Dopo l'inizio della stagione
| Acquisti | Acquisti       | Acquisti   | Acquisti        | Acquisti      |
| R.       | Nome           | da         | Data            | Modalità      |
| -------- | -------------- | ---------- | --------------- | ------------- |
| C        | Nikola Vujčić  | Free agent | 25 ottobre 2010 | definitivo    |
| C        | Duşan Çantekin | Mersin BŞB | dicembre 2011   | fine prestito |
| PG       | Ronald Murray  | Free agent | 13 gennaio 2011 | definitivo    |

| Cessioni | Cessioni           | Cessioni     | Cessioni         | Cessioni    |
| R.       | Nome               | a            | Data             | Modalità    |
| -------- | ------------------ | ------------ | ---------------- | ----------- |
| C        | Duşan Çantekin     | Mega Vizura  | dicembre 2011    | prestito    |
| P        | Andrew Wisniewski  | Free agent   | 28 febbraio 2011 | rescissione |
| C        | Miroslav Raduljica | Alba Berlino | 28 gennaio 2011  | prestito    |